# Parco nazionale delle Sundarbans
Il parco nazionale delle Sundarbans è un parco nazionale, riserva della tigre del Bengala e riserva della biosfera nel Bengala occidentale, in India. Fa parte delle foreste Sundarbans sul delta del Gange ed è adiacente alla riserva forestale di Sundarbans in Bangladesh. Il delta è densamente ricoperto da foreste di mangrovie ed è una delle più grandi riserve per la tigre del Bengala. Ospita anche una varietà di specie di uccelli, rettili e invertebrati, tra cui il coccodrillo d'acqua salata. L'attuale parco nazionale delle Sundarbans è stato dichiarato l'area centrale della Sundarban Tiger Reserve nel 1973 e un santuario della fauna selvatica nel 1977. Il 4 maggio 1984 è stato dichiarato parco nazionale. È un sito patrimonio dell'umanità dell'UNESCO riconosciuto nel 1987, ed è stato designato come sito sotto la Convenzione di Ramsar dal 2019. È considerato parte della Rete Mondiale della Riserva della Biosfera (Riserva dell'Uomo e della Biosfera) dal 1989.
La prima divisione di gestione forestale ad avere giurisdizione sulle Sundarbans fu istituita nel 1869. Nel 1875 gran parte delle foreste di mangrovie furono dichiarate area naturale protetta ai sensi del Forest Act, 1865 (Act VIII del 1865). Le restanti porzioni di bosco furono dichiarate riserva forestale l'anno successivo e la foresta, fino ad allora amministrata dal distretto dell'amministrazione civile, fu posta sotto il controllo del Corpo forestale. Una successiva divisione forestale, che è l'unità di gestione e amministrazione forestale di base, venne creata nel 1879 con sede a Khulna, in Bangladesh. Il primo piano di gestione venne redatto nel periodo 1893-1898.
Nel 1911 fu descritto come un tratto di discarica non esaminata e fu escluso dal censimento. Si estendeva per circa 266 km dalla foce del fiume Hugli alla foce del fiume Meghna e confinava nell'entroterra con i tre distretti stanziati dei 24 parganas, Khulna e Bakerganj. L'area totale (compresa l'acqua) è stata stimata in 6 526 miglia quadre (16 900 km²). Era una giungla acquitrinosa, in cui abbondavano tigri e altre bestie feroci. I tentativi di bonifica non ebbero molto successo. Le Sundarbans erano ovunque intersecate da canali fluviali e insenature, alcune delle quali consentivano la comunicazione d'acqua in tutta la regione del Bengala sia per i piroscafi che per le navi locali. La parte maggiore del delta si trova in Bangladesh.

## Amministrazione

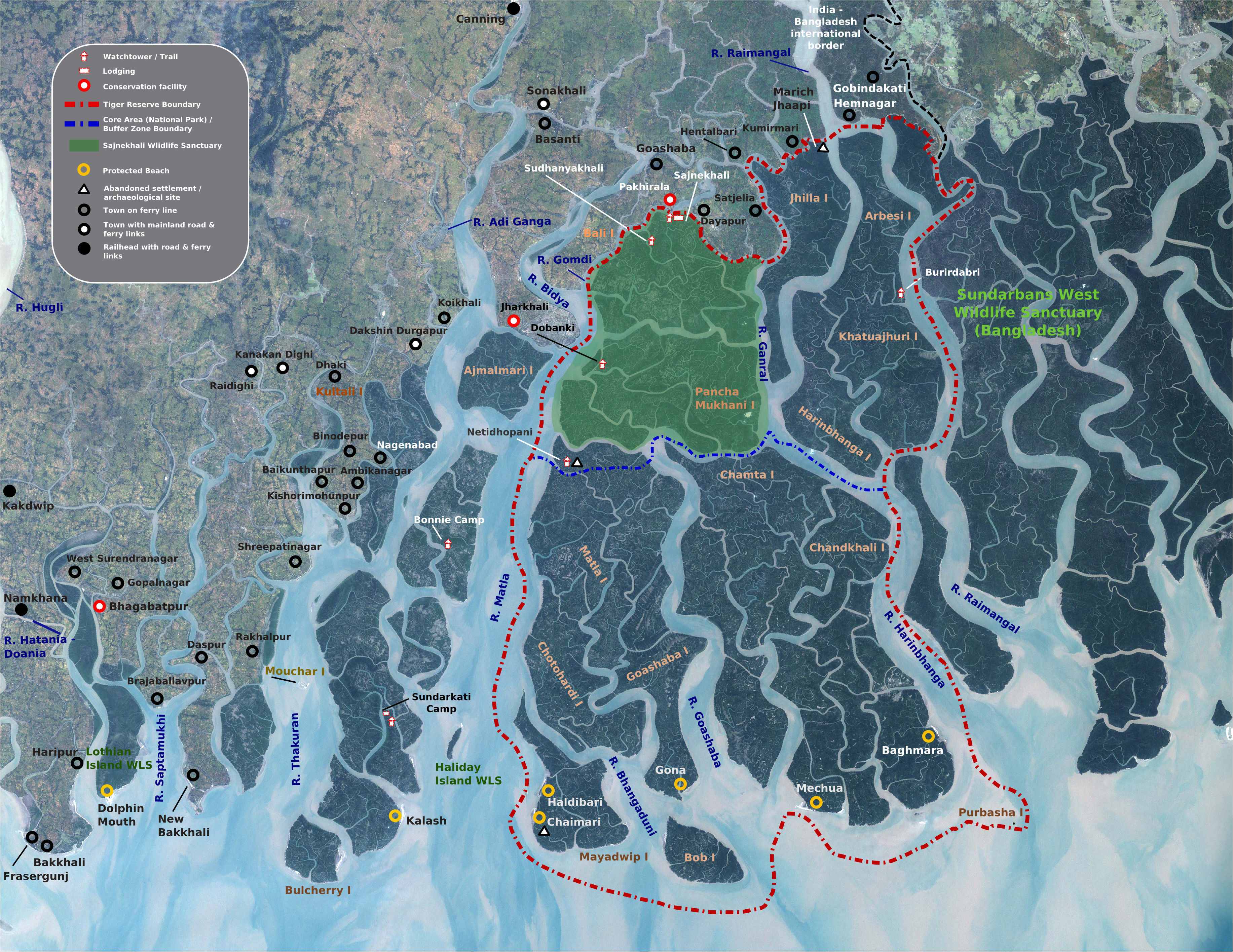
Mappa delle aree protette delle Sunderbans indiane, che mostra i confini della riserva della tigre, del parco nazionale e dei tre santuari della fauna selvatica, centri di conservazione e alloggio, città di sussistenza e punti di accesso. L'intera area boschiva (verde scuro) costituisce la riserva della biosfera, con le restanti foreste al di fuori del parco nazionale e dei santuari della fauna selvatica che ricevono lo status di foresta di riserva primaria.

Responsabile dell'amministrazione e della gestione delle Sundarbans è a direzione delle foreste.. Il Principal Chief Conservator of Forests (PCCF), Wildlife & Bio-Diversity ed ex-officio Chief Wildlife Warden, West Bengal, è l'ufficiale dirigente più anziano che controlla l'amministrazione del parco. Il capo conservatore delle foreste (sud) e direttore, Sundarban Biosphere Reserve è il capo amministrativo del parco a livello locale ed è assistito da un vicedirettore del campo e un assistente del direttore del campo. L'area del parco è divisa in due zone, supervisionate da ufficiali forestali di zona. Ogni intervallo è ulteriormente suddiviso in battute. Il parco ha anche stazioni di guardia galleggianti e campi per proteggere la proprietà dai bracconieri.
Il parco riceve aiuti finanziari dal governo statale e dal Ministero dell'ambiente e delle foreste nell'ambito di vari stanziamenti pianificati e non. Ulteriori finanziamenti sono ricevuti nell'ambito del Progetto Tigre dal governo centrale. Nel 2001 è stata ricevuta una sovvenzione di 20.000 dollari come assistenza preparatoria per la promozione tra India e Bangladesh dell'inserimento nei siti patrimonio dell'umanità. 

## Geografia
Il Parco Nazionale delle Sundarbans si trova tra 21° 432' - 21° 55' di latitudine nord e tra 88° 42' - 89° 04' di longitudine est. L'altitudine media del parco è di 7,5 m sul livello del mare. Il parco è composto da 54 piccole isole e intersecato da diversi rami del fiume Gange.

### Clima
La temperatura media minima e massima oscilla tra 20 °C e 48 °C rispettivamente. Le precipitazioni sono abbondanti con umidità fino all'80% in quanto l'area è vicina al Golfo del Bengala. Il monsone dura da metà giugno a metà settembre. I venti prevalenti sono da nord e nord-est da ottobre a metà marzo e da sud-ovest da metà marzo a settembre. Le tempeste, che a volte si trasformano in cicloni, sono comuni durante i mesi da maggio a ottobre.

### Ecogeografia, fiumi e corsi d'acqua
In questo delta sette fiumi principali e innumerevoli corsi d'acqua formano una rete di canali. Tutti i fiumi hanno un corso a sud verso il mare. L'eco-geografia di quest'area dipende totalmente dall'effetto mareale di due maree di flusso e due maree di riflusso che si verificano nelle 24 ore con un intervallo di marea di 3-5 m e fino a 8 m durante la normale marea primaverile, inondando l'intera Sundarbans a diverse profondità. L'azione delle maree deposita limo sui canali e, sollevandone il letto, forma nuove isole e insenature contribuendo ad una geomorfologia incerta. Nel golfo del Bengala c'è una grande depressione naturale chiamata conoide sottomarina del Bengala, tra 21°00' e 21°22' di latitudine, dove la profondità dell'acqua passa improvvisamente da 20 a 500 metri. Questa misteriosa depressione spinge indietro il limo verso sud e/o più a est per formare nuove isole.

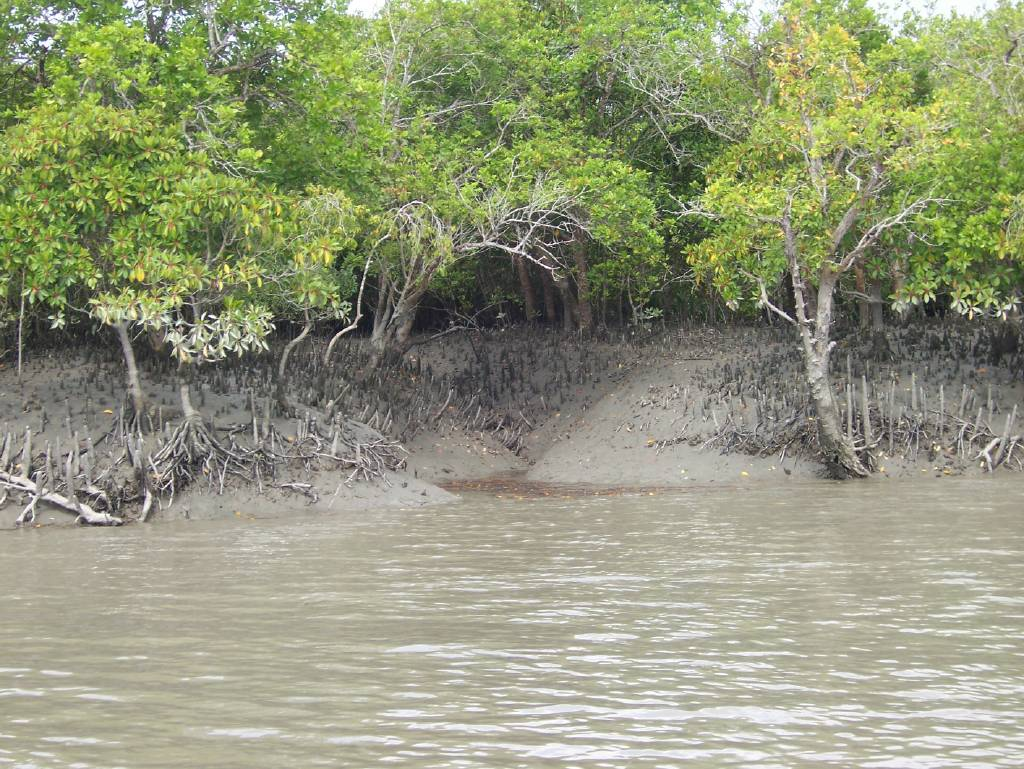
Alberi di mangrovie nelle Sundarbans e un piccolo torrente che entra nella foresta.

### Distese fangose
Le distese fangose si trovano all'estuario e sulle isole del delta dove si verifica la bassa velocità del fiume e la corrente di marea. Le pianure sono esposte alle basse maree e sommerse dalle alte maree, modificandosi così morfologicamente anche in un ciclo di marea. Le parti interne delle distese fangose sono l'ambiente adatto per il proliferare delle mangrovie.
Ci sono un certo numero di distese fangose al di fuori del parco pazionale delle Sundarbans che hanno il potenziale per essere luoghi turistici. Si possono visitare e godere della bellezza del luogo durante la bassa marea. Se si è fortunati, si possono vedere anemoni di mare, granchi a ferro di cavallo (in via di estinzione) e piccoli polpi.

### Flora e fauna

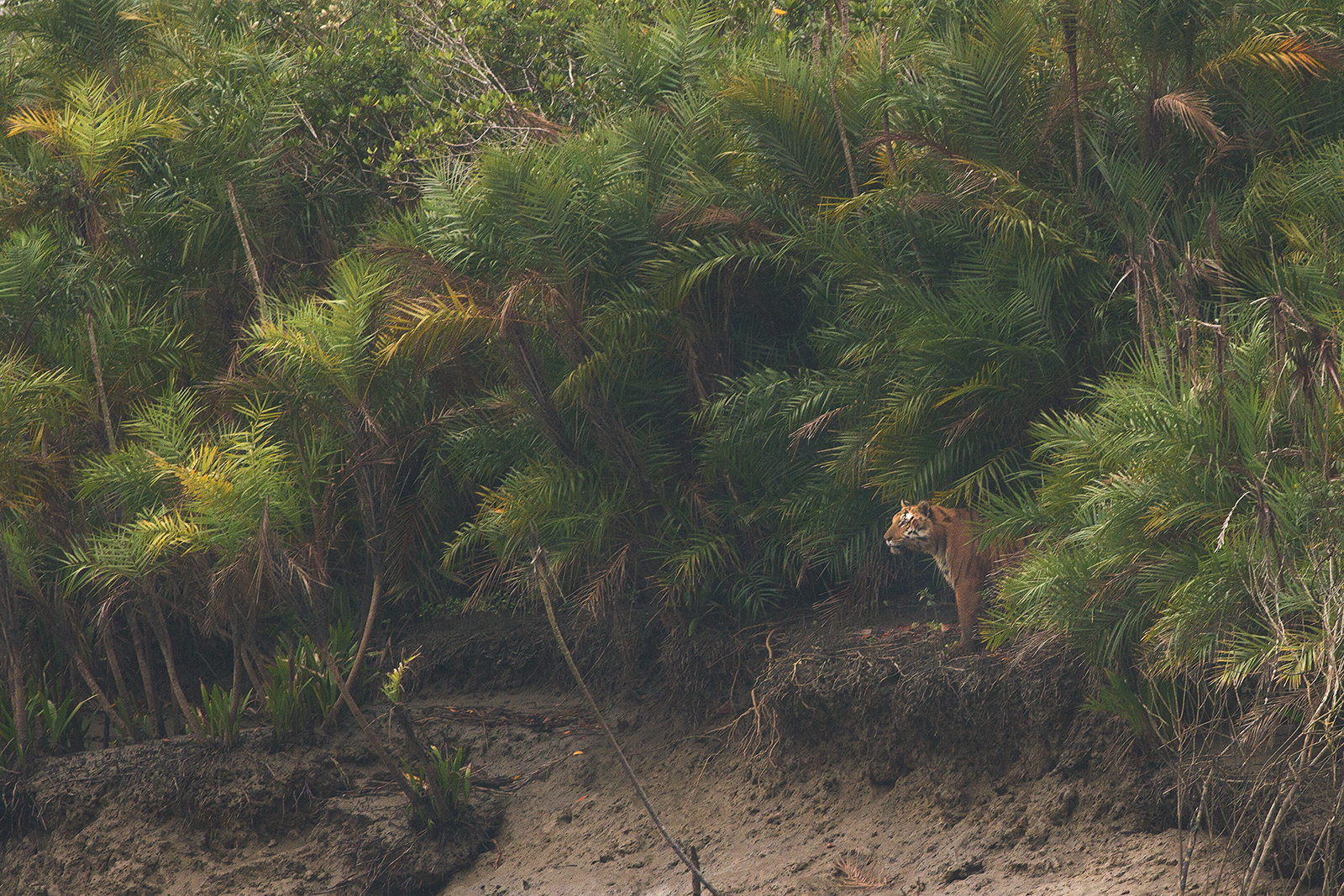
Una tigre si affaccia da una foresta di palme da dattero e mangrovie.

Il delta costiero attivo delle Sundarbans, alla foce del Golfo del Bengala in Bangladesh, avente un carattere geomorfologico e idrologico complesso con rischi climatici, ha una vasta area di foreste di mangrovie con una varietà di flora e fauna diversificate in un ecosistema unico. L'ambiente naturale e l'ecosistema costiero di questa Riserva della biosfera e Patrimonio dell'umanità sono minacciati da disastri fisici a causa di interferenze umane non scientifiche ed eccessive. Si rende urgente e necessario un piano di conservazione e gestione ambientale per salvaguardare questa ecologia e questo ecosistema costiero unici.

#### Flora
Le Sundarbans hanno preso il nome dall'albero di "Sundari". È la varietà di alberi più squisita che si trova in questa zona, un tipo speciale di mangrovia. Ha radici particolari chiamate pneumatofore che emergono dal suolo e aiutano negli scambi gassosi, ad esempio nella respirazione della pianta. Durante la stagione delle piogge, quando l'intera foresta è impregnata d'acqua, le punte che si alzano dal terreno hanno il loro picco nell'aria e aiutano il processo di respirazione.

#### Fauna
La foresta delle Sundarbans ospita più di 400 tigri. Le tigri reali del Bengala hanno sviluppato una caratteristica unica di nuotare nelle acque saline e sono famose per le loro tendenze ad attaccare gli uomini. Le tigri possono essere osservate sulle rive del fiume a prendere il sole tra novembre e febbraio. Oltre alla tigre del Bengala, nelle Sundarbans si trovano in abbondanza anche gatti pescatori gatti leopardo, macachi, cinghiali, manguste grigie indiane, volpi, gatti della giungla, volpi volanti e chital.

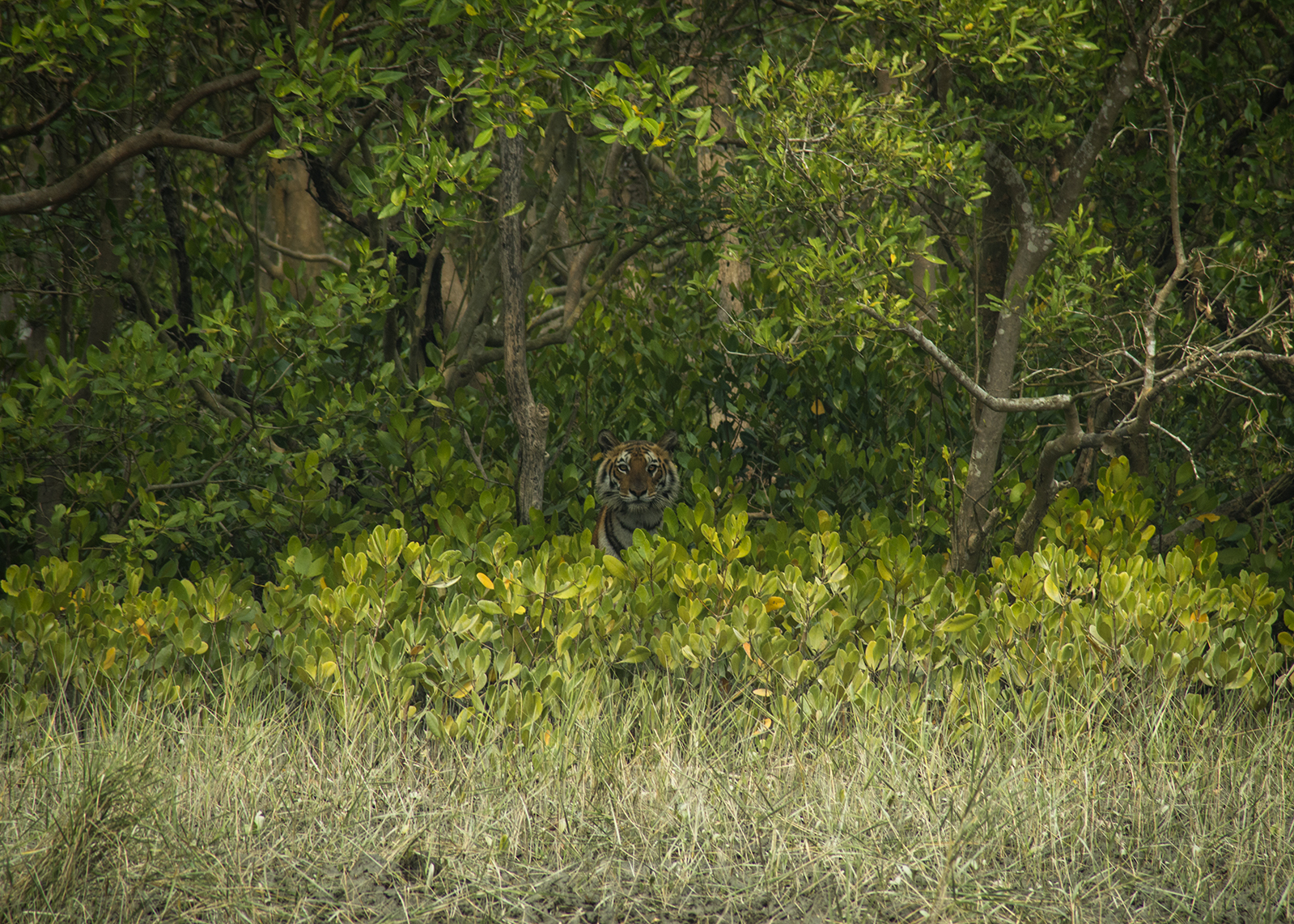
Una tigre reale del Bengala nel suo habitat naturale alle Sundarbans.

##### Avifauna
Alcuni degli uccelli che si trovano comunemente in questa regione sono cicogne dal becco aperto, nero, ibis dalla testa nera, galline d'acqua, folaghe, jacanas dalla coda lunga, nibbi paria, nibbio bramino, falchi di palude, pernici di palude, uccelli rossi della giungla, colombe maculate, mynah comuni, corvi della giungla, balbettai della giungla, alzavole del cotone, sterne del Caspio, aironi cenerini, beccaccini, piovanelli, piccioni verdi, parrocchetti dagli anelli di rose, pigliamosche del paradiso, cormorani, aquile aquile di mare, gabbiani, martin pescatore, falchi pellegrini, picchi, trigoli eurasiatici pittime reali, piccoli stint, nodi orientali, chiurli, pivieri dorati, codoni settentrionali, moriglione dagli occhi bianchi e alzavole fischianti.

##### Fauna acquatica
Alcuni degli animali acquatici presenti nel parco sono il pesce sega, il pesce burro, le torpedini, le carpe argentate, la stella marina, la carpa comune, i granchi a ferro di cavallo, i gamberi, i delfini del Gange, le rane saltellanti, i rospi comuni e le raganelle.

##### Rettili

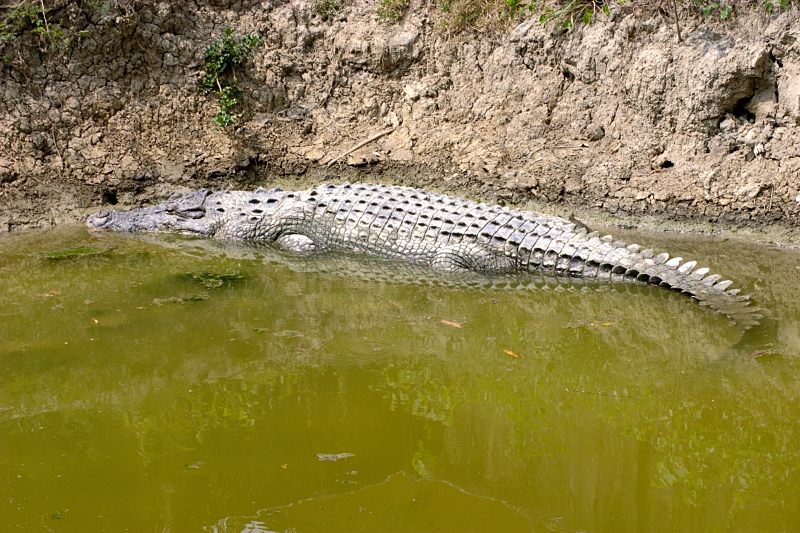
Coccodrillo d'acqua salata alle Sundarbans

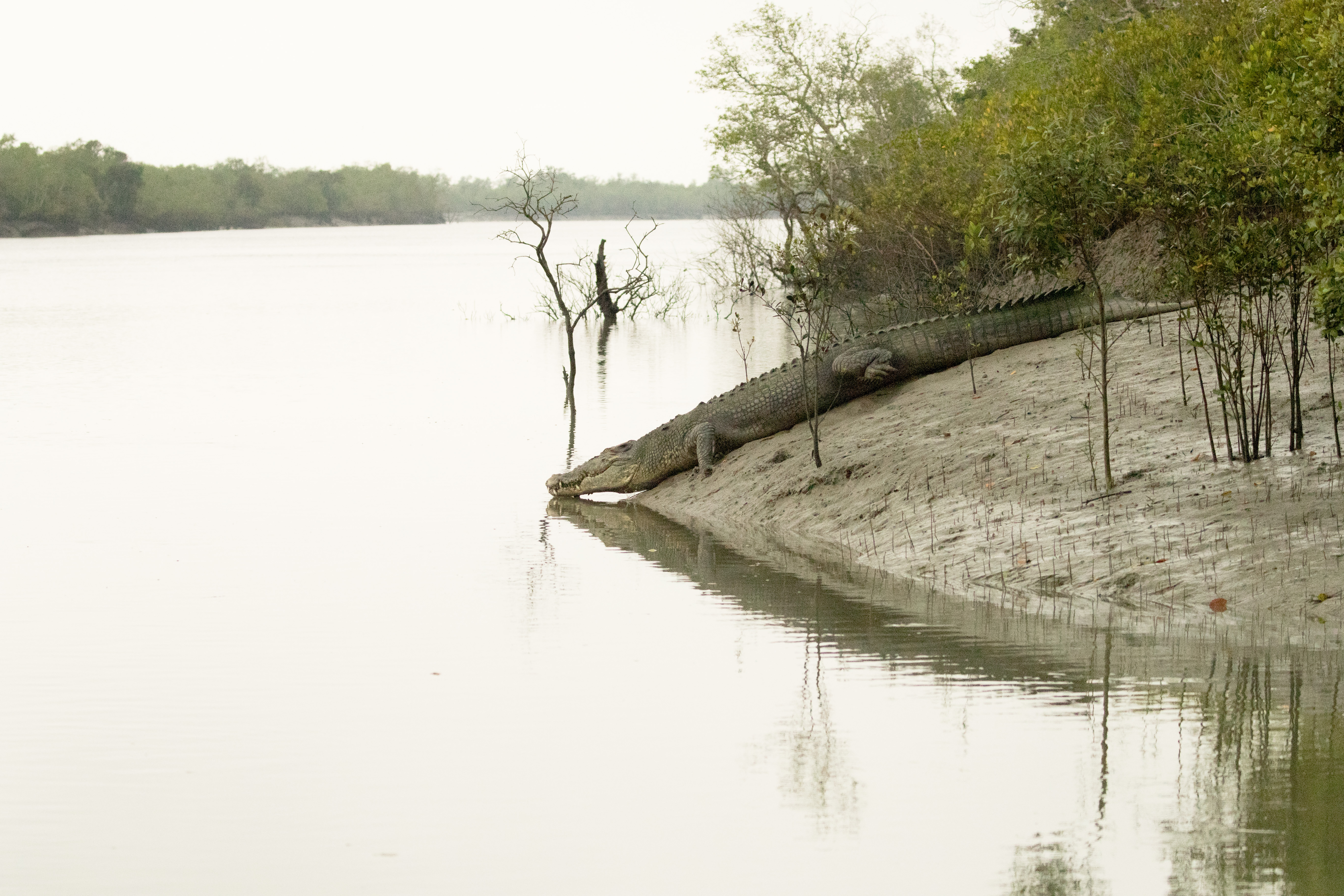
Coccodrillo d'acqua salata

Il parco nazionale delle Sundarbans ospita anche un gran numero di rettili, tra cui coccodrilli di estuario, camaleonti, varani, tartarughe, tra cui olivacee, embricate e tartarughe verdi, e serpenti, tra cui pitone, cobra reale, biacco, vipera di Russell, cane serpente d'acqua, vipera di bambù dalla coda rossa e krait comune.

##### Specie in pericolo
Le specie in via di estinzione che vivono all'interno delle Sundarbans sono la tigre reale del Bengala, il coccodrillo marino, la tartaruga di fiume, la tartaruga verde oliva, il delfino del fiume Gange, la tartaruga embricata e il granchio a ferro di cavallo delle mangrovie.

##### Mammiferi marini
La proposta Area protetta per la diversità dei cetacei delle Sundarbans, include le acque costiere al largo delle Sundarbans che ospitano habitat critici per i cetacei in via di estinzione, gruppi residenti di balene di Bryde, una popolazione critica recentemente riscoperta di delfini dell'Irrawaddy, delfini del fiume Gange, e delfini bianchi cinesi. In questa zona si trovano anche Focene senza derive, Tursiops aduncus, delfini e delfini maculati pantropical,, mentre le false balene assassine e i delfini dai denti grezzi sono più rari.

## Management e progetti speciali

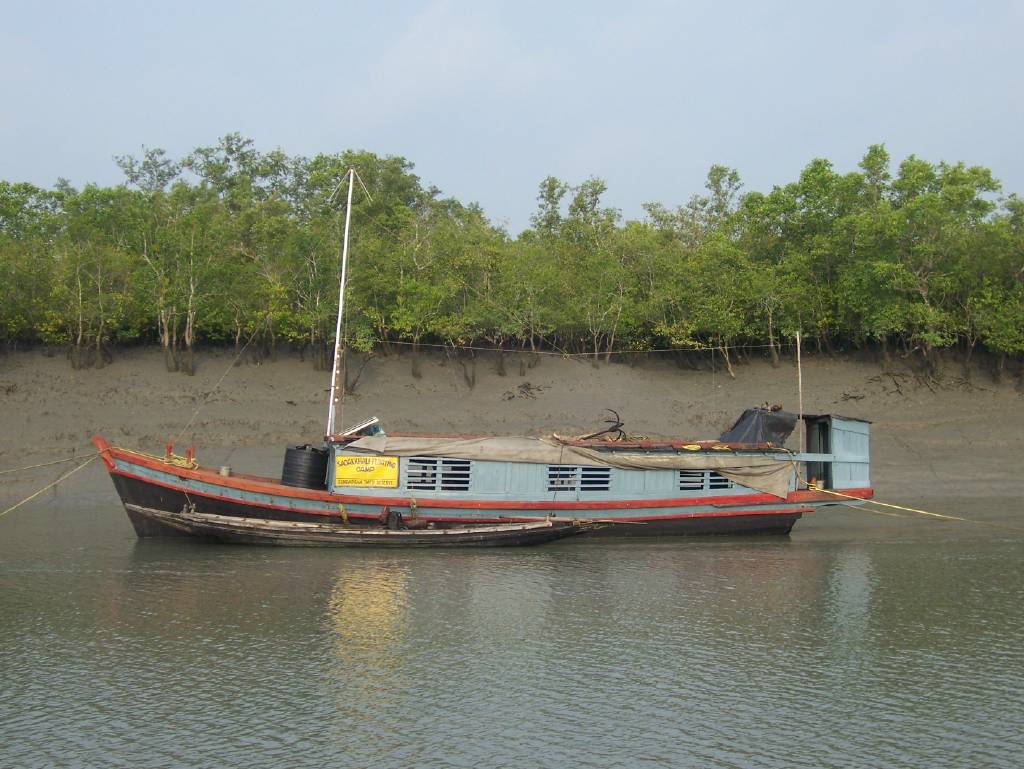
Barca di pattugliamento a Sundarbans

La tigre del Bengala è la specie che si trova comunemente nel parco. Avendo protezione sin dalla sua creazione, l'area centrale è libera da tutti i disturbi umani come la raccolta di legna, miele, la pesca e altre attività. Tuttavia, nell'area cuscinetto, queste attività sono consentite in forma limitata. Il personale forestale, utilizzando motoscafi e lance, protegge il parco dal bracconaggio e dai furti. Gli uffici forestali e i campi si trovano in diverse parti importanti del parco. Sotto la supervisione di un ufficiale di tiro, due o tre operai esperti gestiscono campi antibracconaggio.
L'habitat della fauna selvatica viene mantenuto attraverso l'eco-conservazione, l'eco-sviluppo, la formazione, l'istruzione e la ricerca. Ai margini della riserva delle tigri delle Sundarbans sono stati costituiti dieci comitati per la protezione delle foreste e 14 comitati per lo sviluppo ecologico per aiutare in questo senso. Seminari, workshop e campi di sensibilizzazione sono organizzati nelle vicinanze del parco per educare le persone all'eco-conservazione, allo sviluppo ecologico e ad altre questioni. Mangrovie e altre piante sono piantate nell'area marginale per soddisfare il fabbisogno locale di legna da ardere per il fabbisogno di circa 1000 villaggi e per preservare l'area cuscinetto. La conservazione del suolo è fatta per mantenere l'equilibrio ecologico. All'interno del parco sono stati realizzati diversi stagni di acqua dolce per fornire acqua potabile agli animali selvatici.
Il controllo delle tigri mangiatrici di uomini è un'altra attività importante. Il numero delle vittime è stato ridotto da 40 a 10 all'anno. La riduzione del numero di vittime è il risultato di uno stretto controllo sul movimento delle persone all'interno della riserva della tigre, della generazione di reddito alternativo e della sensibilizzazione tra le persone. Si ritiene inoltre che a causa dell'uso di maschere umane e manichini umani elettrici le tigri rimangano lontane dalle persone. L'arrivo delle tigri nei villaggi vicini alla riserva è impedito attraverso misure come la recinzione in rete di nylon e l'illuminazione solare dei villaggi. I giovani dei villaggi vengono addestrati a controllare l'arrivo delle tigri nei villaggi.
A Sajnekhali è stato costituito il Centro di interpretazione delle mangrovie per sensibilizzare la popolazione locale e i turisti sull'importanza della conservazione della natura in generale e in particolare degli ecosistemi di mangrovie.

### Vincoli
Sebbene esista la protezione del parco, ci sono alcune scappatoie. La topografia geografica con terreno ostile attraversato da diversi fiumi e loro affluenti, lungo il confine internazionale con il Bangladesh, pescherecci e lance, consentono il bracconaggio e il taglio della legna, che colpisce le foreste di mangrovie. La mancanza di personale, infrastrutture e fondi aggravano la situazione.

## Informazioni specifiche del parco

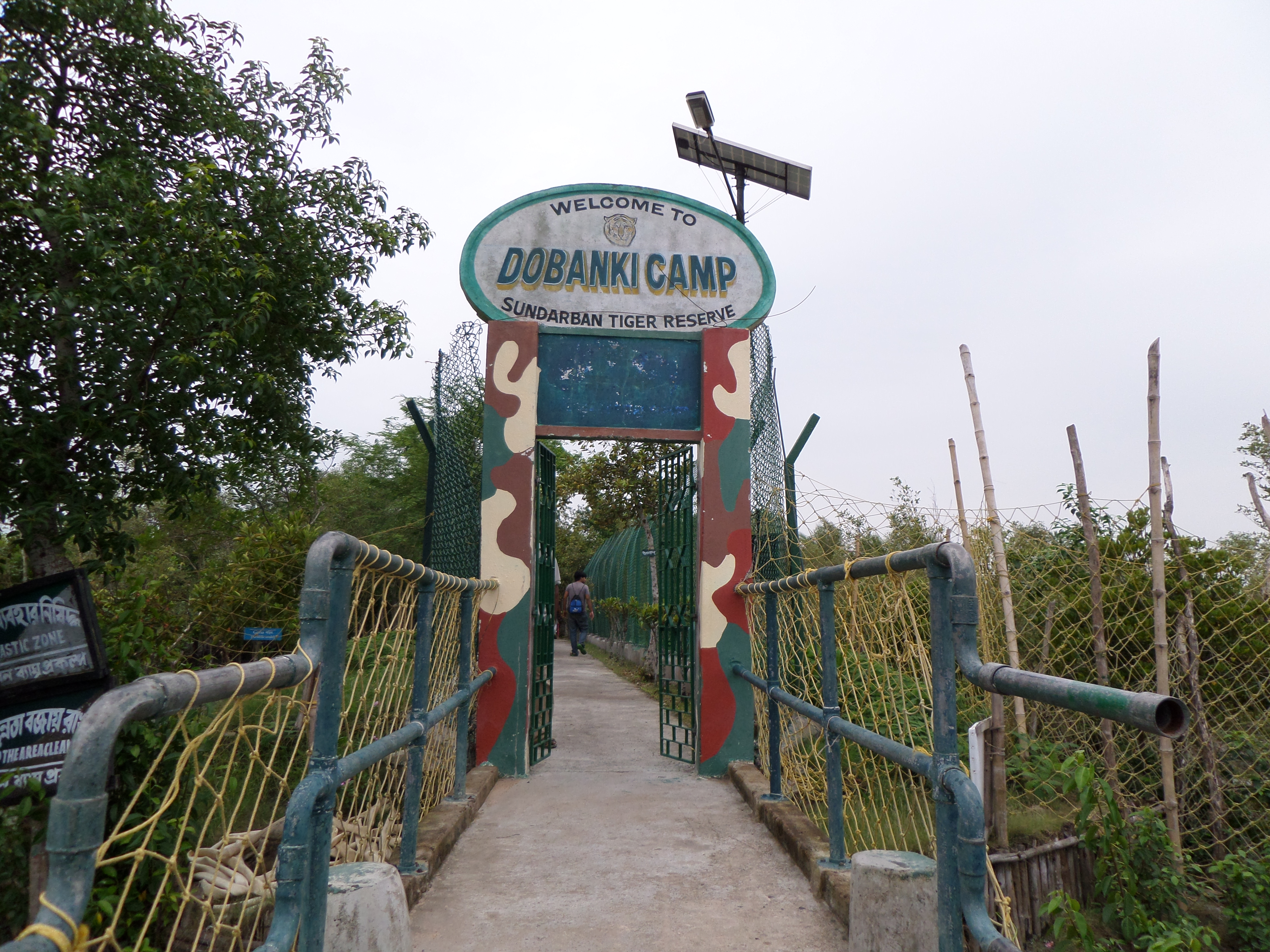
Ingresso al campo di Dobanki

L'unico mezzo per percorrere il parco è in barca, lungo le varie corsie formate dai numerosi corsi d'acqua. Barche o navi locali gestite dalla West Bengal Tourism Development Corporation, ovvero MV Chitrarekha e MV Sarbajaya. Le sistemazioni a terra e i safari in crociera sono forniti dal Sunderban Tiger Camp, l'unico resort approvato dal governo nella regione. Conducono partenze fisse e tour privati da Calcutta durante tutto l'anno.

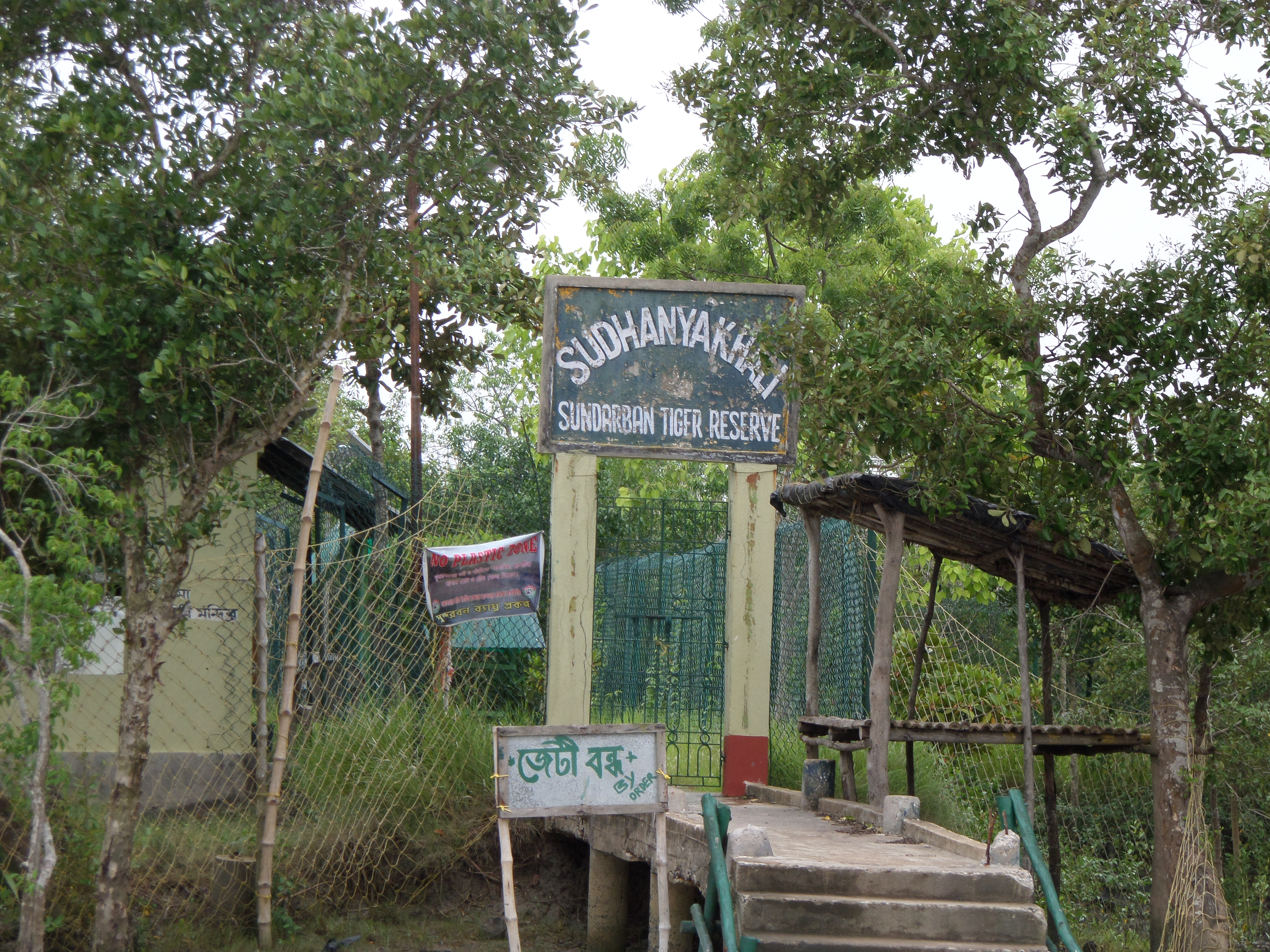
Molo chiuso di Sundhanyakhali

Oltre a osservare la fauna selvatica tramite i safari in barca, i visitatori visitano anche la Torre di osservazione di Sudhanyakali, la Torre di osservazione di Dobanki, la Torre di osservazione di Burirdabri, la Torre di osservazione di Netidhopani, il Santuario degli uccelli di Sajnekhali, il Bhagabatpur Crocodile Project (un allevamento di coccodrilli), l'isola di Sagar a Jambudweep e l'isola di Haliday e Kanak.

## Riserva delle tigri delle Sunderbans

### Sfondo
La Sunderban Tiger Reserve si trova nel distretto dei Distretto dei 24 Pargana Sud dello stato indiano del Bengala Occidentale, e ha un'area geografica totale di 2585 km 2, con 1437,4 km 2 costituiti da aree abitate, e da bosco che copre i restanti 1474 2 km. Il paesaggio delle Sunderbans è contiguo all'habitat delle mangrovie in Bangladesh.
Le mangrovie delle Sunderbans fanno parte del più grande sistema di mangrovie del subcontinente indiano con una popolazione di tigri in un ambiente ecologico particolare. Queste foreste hanno coccodrilli d'acqua salata, tartarughe marine e un certo numero di specie di uccelli. La riserva contiene anche specie di gatto pescatore, cervo maculato, scimmia rhesus e cinghiale.
Le Sunderbans sono isolate, senza alcun collegamento forestale, con altre terre continentali occupate dalle tigri. A causa di ciò, c'è una forte pressione biotica per le risorse forestali. In media, 50 tonnellate di miele e 3 tonnellate di cera vengono raccolte ogni anno dai locali su licenza dell'Indian Forest Service. L'habitat è attraversato da molti stretti canali di marea che formano isole da piccole a grandi. Le tigri attraversano facilmente queste isole e le interazioni uomo-tigre sono abbastanza comuni.
La stima della popolazione di tigri delle Sunderbans, come parte della stima della tigre di tutta l'India utilizzando una metodologia raffinata, non ha potuto essere effettuata a causa dell'habitat unico e della cancellazione delle prove a causa delle alte e basse maree. La raccolta dei dati di fase I è stata completata ed è in corso il processo per la stima delle popolazioni della tigre utilizzando una combinazione di telemetria radio e tasso di deposizione di impronte delle tigri conosciute.

### Danni dal ciclone Aila

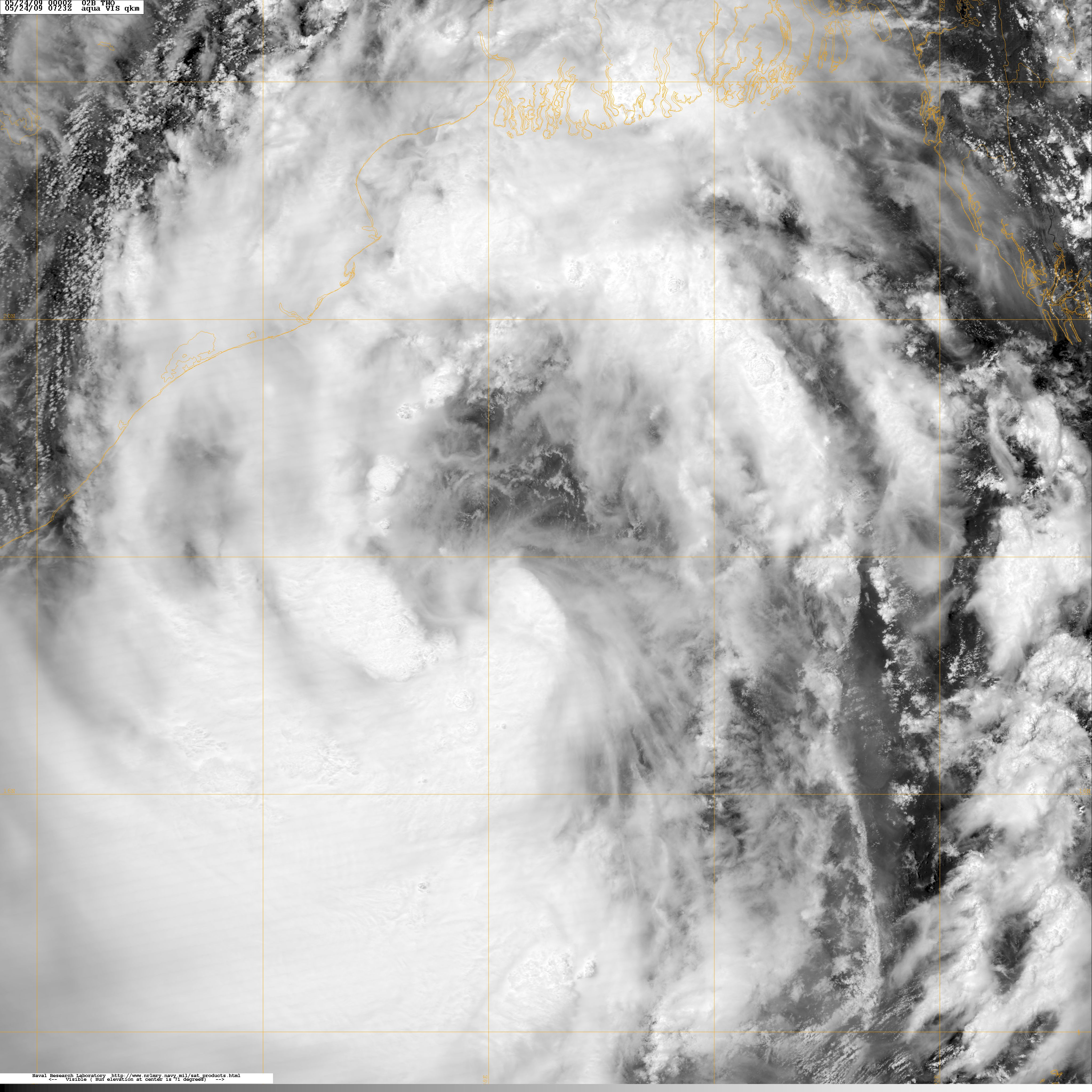
Tempesta ciclonica Aila del 24 maggio 2009 (immagine della NASA)

Il ciclone Aila ha colpito le Sunderbans il 25 maggio 2009, causando danni ai campi e ai villaggi marginali al confine con la riserva. Le brecce negli argini sul lato del villaggio hanno causato inondazioni su larga scala, lasciando centinaia di migliaia di persone abbandonate nella zona. I campi sono rimasti sotto 3,6-7,5 metri d'acqua per circa sette ore, con conseguente erosione del suolo e danni agli alloggi del personale, ai generatori di corrente elettrica e ai pali di bambù. Non è stata segnalata alcuna morte di tigri, a parte quella di due cervi maculati. Diverse ONG sono state coinvolte nelle operazioni di soccorso.
Il Corpo Forestale dello Stato ha costituito un Comitato e ha valutato un danno di quasi 11.150.000 rupie. A frontedi ciò è stata stanziata la somma di 10 milioni di rupie nell'ambito del Progetto Tiger per ripristinare i danni arrecati alle infrastrutture.

### Danni del ciclone Amphan
Il 20 maggio 2020 il ciclone Amphan si è abbattuto vicino all'isola di Sagar, nel distretto di South 24 Parganas. Ci sono state perdite umane e danni sono stati inflitti alle infrastrutture. Il ciclone ha danneggiato "quasi l'intera recinzione di nylon" nella foresta, che impediva alle tigri di entrare nei villaggi ai margini della stessa, controllando così il conflitto uomo-animale. Oltre alla recinzione, il ciclone ha danneggiato anche "dozzine di uffici del campo forestale, tende, torri di avvistamento e alloggi del personale". Il dipartimento forestale del Bengala occidentale inizialmente era preoccupato per il fatto che le tigri potessero essere state uccise dal ciclone, ma il pattugliamento post ciclone non ha rivelato morti di tigri e ha invece offerto immagini degli animali che vagavano nella foresta.

### Sfide
La Sunderbans Tiger Reserve deve affrontare diverse sfide per le sue operazioni future. A causa delle tigri erranti, il conflitto uomo-tigre continua a essere un problema. Le tigri delle Sunderbans cacciano gli umani e si stima che oltre un migliaio di persone locali siano state uccise dalle tigri negli ultimi quattro decenni. Una stima del numero di tigri presenti nella riserva, con il metodo raffinato, non è stata ancora completata. Si attende un piano per la conservazione della tigre, così come le costituzioni del Comitato direttivo a livello statale sotto la presidenza del Primo ministro e la Fondazione per la conservazione della tigre specifica per la riserva.

## Trasporti
Aereo: il Parco nazionale delle Sundarbans si trova a 140 chilometri dall'aeroporto Aeroporto Internazionale di Calcutta, che opera voli internazionali in tutto il mondo.
Treno: la stazione ferroviaria più vicina al Parco nazionale delle Sundarbans è la stazione ferroviaria di Canning, situata al 29 km dalla via della Porta di Sundarban (cioè Godhkhali).
Strada: è possibile accedere al parco nazionale da Calcutta tramite la State Highway 3 del Bengala occidentale.

## Valutazione dell'ecosistema
Uno studio di valutazione economica del 2015 ha stimato che il parco nazionale offre benefici di flusso per un valore di 12,8 miliardi di rupie (circa 50.000 per ettaro di terreno) all'anno.
Importanti servizi ecosistemici e le loro valutazioni annuali includono la funzione vivaistica (5,17 miliardi), la protezione del pool genetico (2,87 miliardi), l'approvvigionamento di pesce (1,6 miliardi) e i servizi di assimilazione dei rifiuti (1,5 miliardi). Lo studio ha anche menzionato servizi come la creazione di posti di lavoro per le comunità locali (36 milioni di rupie), la moderazione delle tempeste cicloniche (275 milioni di rupie), la fornitura di habitat e rifugi per la fauna selvatica (360 milioni di rupie) e dal ciclo del carbonio (462 milioni di rupie).